# Sun Jianjun
Sun Jianjun (chiń. 孙建军; ur. 9 czerwca 1991) – chiński lekkoatleta specjalizujący się w rzucie oszczepem.
W 2010 roku został mistrzem Azji juniorów. Dwukrotnie zdobywał medale mistrzostw Chin w kategorii juniorów. Rekord życiowy: 76,77 (15 kwietnia 2016, Shaoxing).

## Osiągnięcia
| Rok  | Impreza                   | Miejsce | Lokata     | Wynik |
| ---- | ------------------------- | ------- | ---------- | ----- |
| 2010 | Mistrzostwa Azji juniorów | Hanoi   | 1. miejsce | 73,38 |